# Twice5
#Twice5 es el quinto álbum recopilatorio japonés del grupo femenino surcoreano Twice. El álbum está formado por las versiones japonesas de los sencillos anteriores de Twice: «Talk That Talk», «Set Me Free» y «One Spark», y las canciones en inglés «I Got You» y «Strategy». Fue publicado el 14 de mayo de 2025 por Warner Music Japan.

## Antecedentes y lanzamiento
El 21 de enero de 2025, Twice anunció que lanzarían un DVD en vivo de la presentación final en Japón del Ready to Be World Tour y su quinto álbum recopilatorio #Twice5. La versión japonesa de «Talk That Talk» fue publicada como sencillo promocional el 14 de abril. El álbum fue lanzado el 14 de mayo de 2025.

## Promoción
Twice tuvo una tienda pop-up entre marzo y abril de 2025 para conmemorar su octavo aniversario del club de fanáticos japoneses y el álbum en el centro comercial japonés Shibuya 109, en Shibuya, Japón.

## Rendimiento comercial
Tras su lanzamiento, #Twice5 debutó en la posición número 3 del Oricon Albums Chart con 68 730 ventas físicas estimadas. El álbum también debutó en la posición número 6 del Billboard Japan Hot Albums y en la posición número 3 de Top Albums Sales con 81 813 ventas. En mayo, el álbum fue certificado oro en Japón por la Recording Industry Association of Japan al superar los cien mil envíos en Japón.

## Lista de canciones
| #Twice5 — Edición estándar |                                     |                                                                |          |  |
| N.º                        | Título                              | Letras                                                         | Duración |  |
| 1.                         | «Talk That Talk» (versión japonesa) | Yu-ki Kokubo Danke                                             | 2:57     |  |
| 2.                         | «Set Me Free» (versión japonesa)    | Star Wars (Galactika) Jvde (Galactika) Yo-hei                  | 3:01     |  |
| 3.                         | «One Spark» (versión japonesa)      | Sim Eun-ji Melanie Fontana Kokubo                              | 3:03     |  |
| 4.                         | «Talk That Talk»                    | Danke                                                          | 2:57     |  |
| 5.                         | «Set Me Free»                       | Star Wars Jvde                                                 | 3:01     |  |
| 6.                         | «I Got You»                         | Jonah Marais Daniel Seavey David Wilson Jake Torrey Lexxi Saal | 2:56     |  |
| 7.                         | «One Spark»                         | Sim Fontana                                                    | 3:03     |  |
| 8.                         | «Strategy»                          | Boy Matthews Cleo Tighe                                        | 2:46     |  |
| 23:44                      |                                     |                                                                |          |  |

| #Twice5 — Edición B (DVD) |                                                           |                                           |          |  |
| N.º                       | Título                                                    | Director                                  | Duración |  |
| 1.                        | «Talk That Talk» (video musical)                          | Yoon Seung-rim Jang Dong-ju (Rigend Film) |          |  |
| 2.                        | «Set Me Free» (video musical)                             | Yang Soon-shik (YSS Studio)               |          |  |
| 3.                        | «I Got You» (video musical)                               | Guzza (Kuddo)                             |          |  |
| 4.                        | «One Spark» (video musical)                               | Seo Dong-hyeok (Flipevil)                 |          |  |
| 5.                        | «Strategy» (video musical)                                | Lafic                                     |          |  |
| 6.                        | «#Twice5» (trascámara de la sesión de fotos grupales)     |                                           |          |  |
| 7.                        | «#Twice5» (trascámara de la sesión de fotos individuales) |                                           |          |  |

| #Twice5 — Descarga digital y streaming |                                     |          |  |
| N.º                                    | Título                              | Duración |  |
| 1.                                     | «Talk That Talk» (versión japonesa) | 2:57     |  |
| 2.                                     | «Set Me Free» (versión japonesa)    | 3:01     |  |
| 3.                                     | «One Spark» (versión japonesa)      | 3:03     |  |
| 9:01                                   |                                     |          |  |

## Posicionamiento en listas
| Lista (2025)             | Mejor posición |
| ------------------------ | -------------- |
| Japón (Oricon)           | 3              |
| Japón (Japan Hot Albums) | 6              |

## Certificaciones
| País                                                     | Certificación | Ventas   |
| -------------------------------------------------------- | ------------- | -------- |
| Japón (RIAJ)                                             | Oro           | 100 000^ |
| ^cifras de envíos basadas únicamente en la certificación |               |          |

## Historial de lanzamiento
| Región | Fecha              | Formato                     | Edición    | Discográfica |
| ------ | ------------------ | --------------------------- | ---------- | ------------ |
| Varios | 14 de mayo de 2025 | Descarga digital, streaming | Estándar   | Warner Japan |
| Japón  | 14 de mayo de 2025 | CD                          | Estándar   | Warner Japan |
| Japón  | 14 de mayo de 2025 | CD + DVD                    | Limitada B | Warner Japan |